# 河口

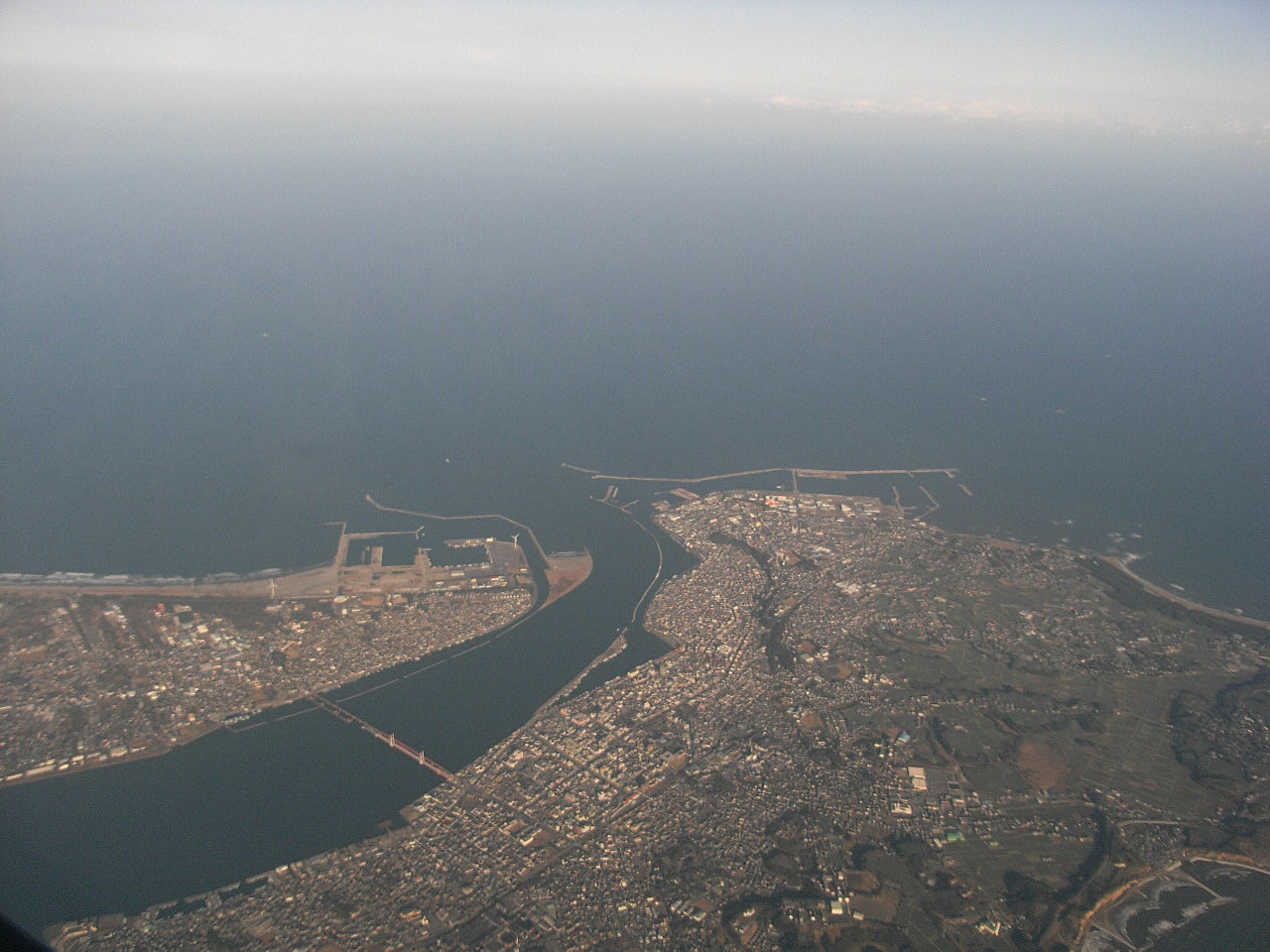
利根川河口

河口（かこう、英語: estuary, river mouth）とは、河川が海や湖など他の水域へ注ぎ込む地点のこと。

## 概要
地名や俗称として川口（かわぐち）、川尻（かわじり）などの呼称も用いられる。用語としては河川の大きさにかかわらず「河」の字を用いて表現する。
河川から供給される岩石や砂泥が堆積し、三角州や干潟、砂浜が形成される。また海沿いに堆積した土砂や砂州に遮られた場所では、一つまたは複数の川が流れ込む潟湖や入り江ができていることもある。潟や入り江は、細い水路で海につながった閉鎖的な水域で、上流から流れてくる淡水と潮の満ち引きで入ってくる海水が混じる汽水域となっていることが多い。流れが複雑で泳ぐことは大変危険である。
三角江のような大きな河口は、海面が陸地よりも高くなって河口部を沈水させたような海岸によくみられる。またリアス式海岸やフィヨルドなど海没した谷に川が流れ込むと非常に大きな河口部が形成される。こうした大型の河口は、湾や海峡などの名をつけて呼ばれることもある。
古くから港などに使用され、人間の経済活動において重要な場所となっている。その一方、海水・汽水・淡水・止水・流水など複雑な水環境が形成され、生物多様性の観点からも重要な場所である。藻場、ヨシ原、マングローブなど、河口に多い大型植物が作り上げた環境もある。

## ギャラリー

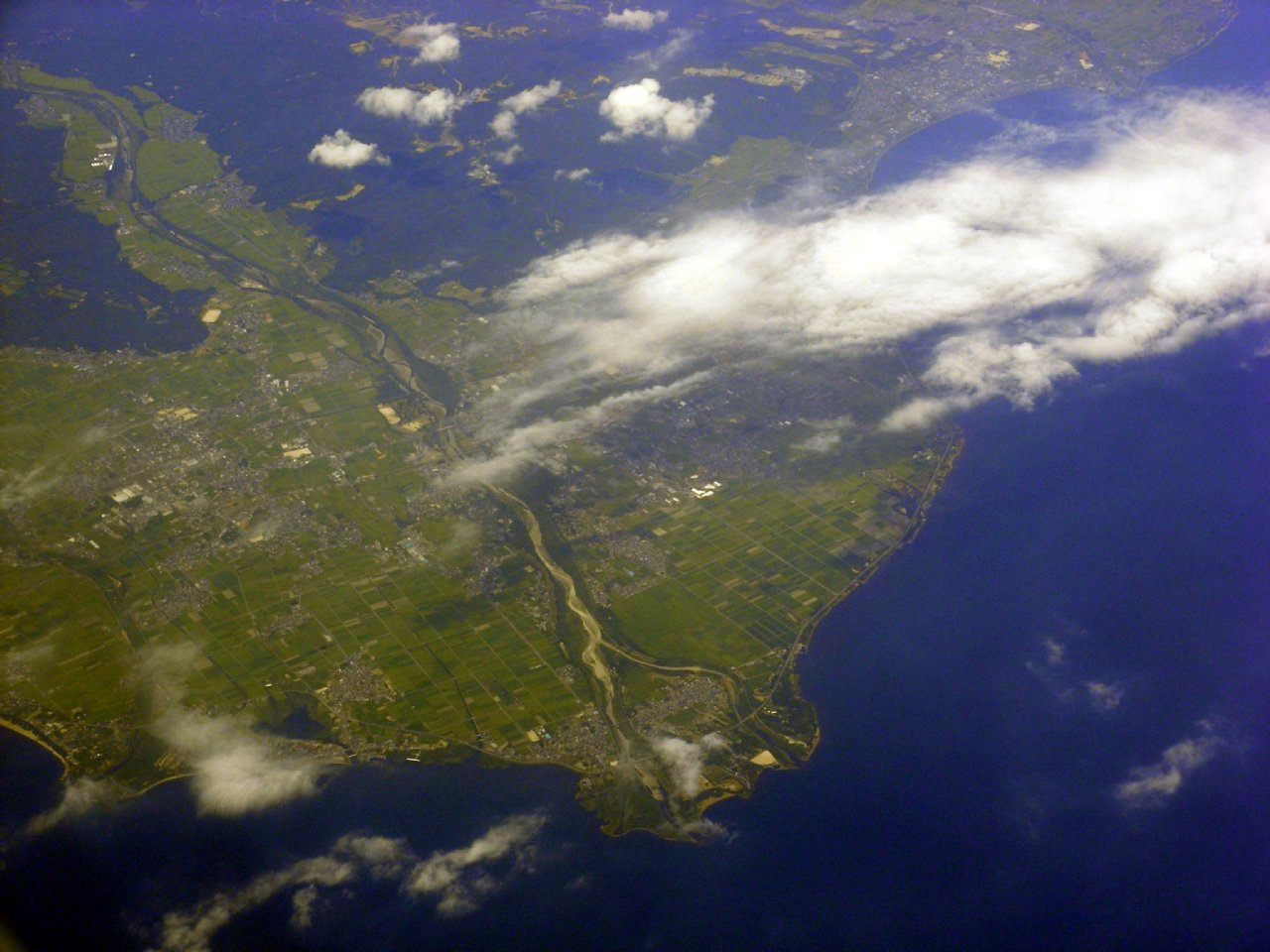
安曇川の河口に形成された三角州
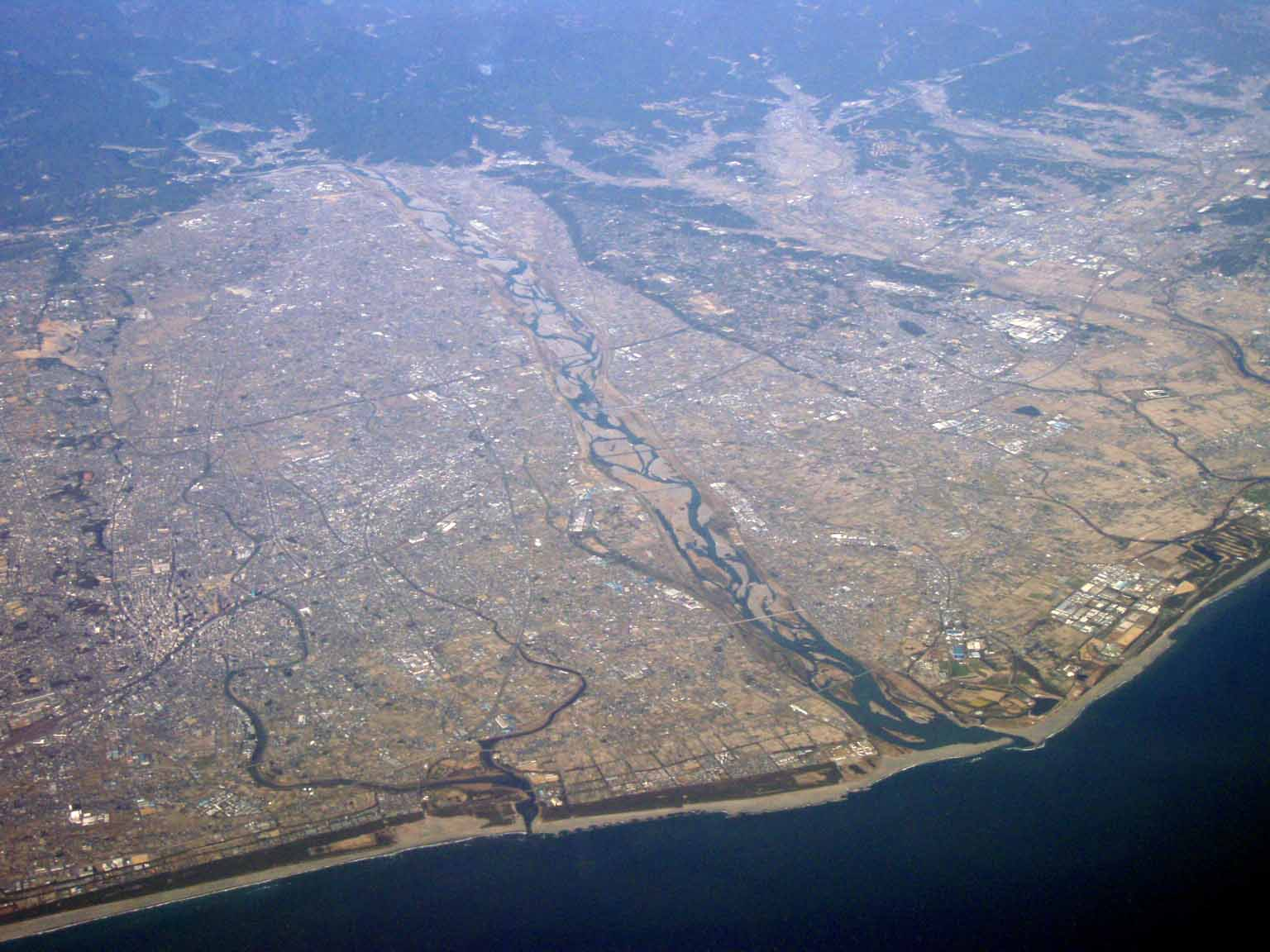
天竜川河口。海に面した地点に砂州が形成されている。
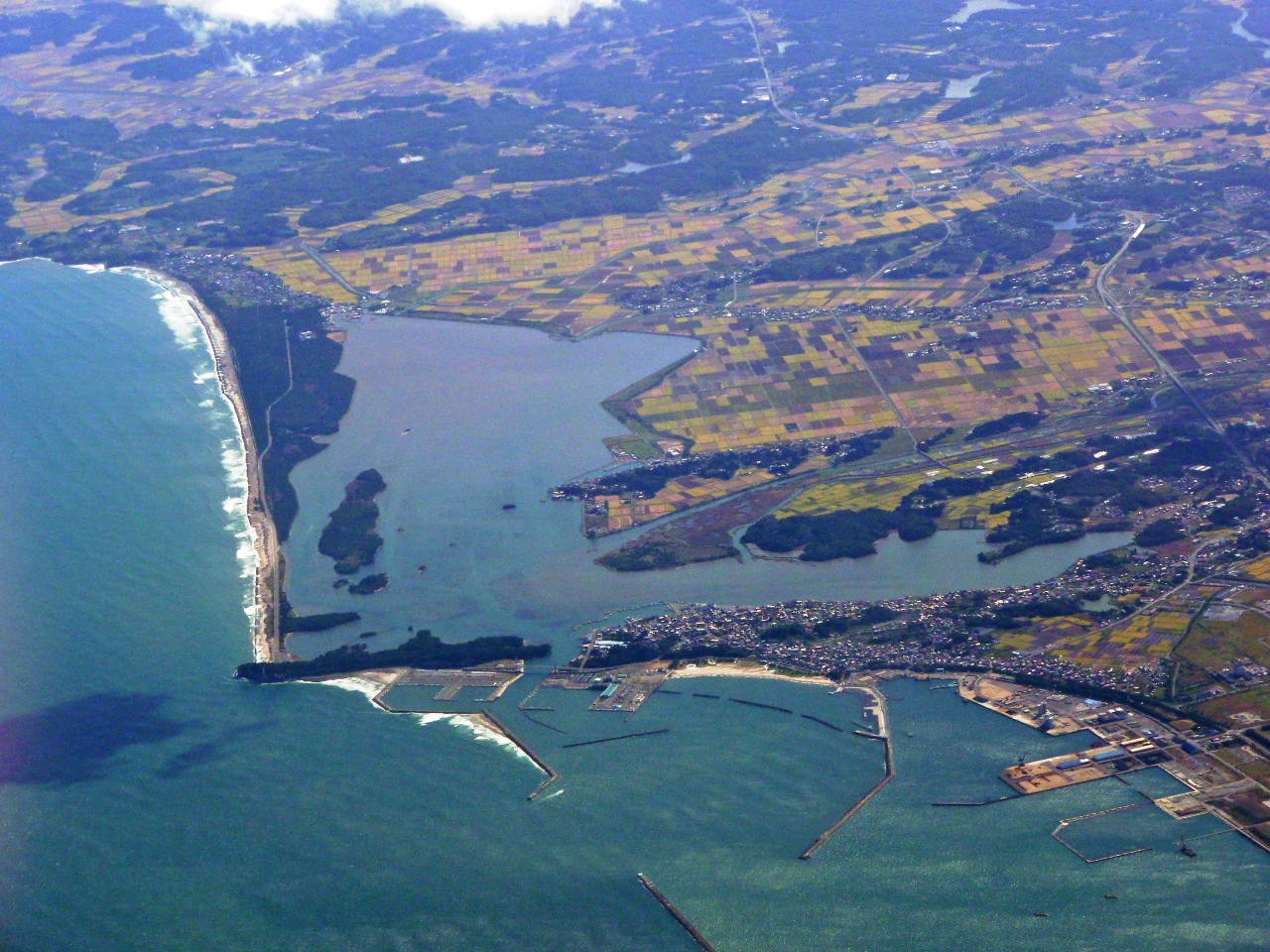
松川浦に注ぐ宇多川河口に形成された潟湖
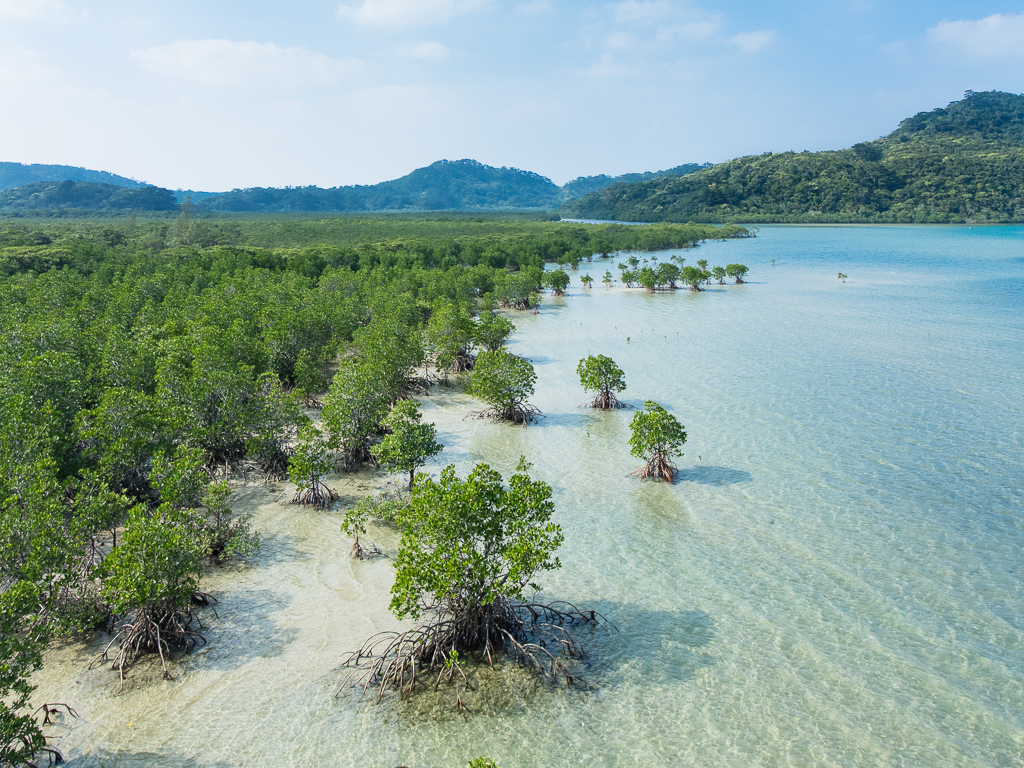
浦内川の河口付近のマングローブ